# Кірон Даєр
Кірон Даєр (англ. Kieron Dyer, нар. 29 грудня 1978, Іпсвіч) — колишній англійський футболіст, що грав на позиції півзахисника.
Виступав, зокрема, за клуб «Ньюкасл Юнайтед», а також національну збірну Англії, учасник чемпіонату світу 2002 року і Євро-2004.

## Клубна кар'єра
Народився 29 грудня 1978 року в місті Іпсвіч. Вихованець футбольної школи клубу «Іпсвіч Таун». Дорослу футбольну кар'єру розпочав 1996 року в основній команді того ж клубу, в якій провів три сезони, взявши участь у 96 матчах чемпіонату.

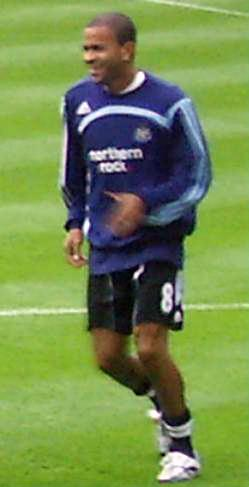
Кірон Даєр під час виступів за «Ньюкасл Юнайтед». Липень 2007 року.

Своєю грою привернув увагу представників тренерського штабу «Ньюкасл Юнайтед», до складу якого приєднався в липні 1999 року за 6 млн. фунтів. Він став єдиним гравцем, підписаним Рудом Гуллітом на посаді тренера «сорок». Відіграв за команду з Ньюкасла наступні вісім сезонів своєї ігрової кар'єри. Більшість часу, проведеного у складі «Ньюкасл Юнайтед», був основним гравцем команди. Крім того у квітні 2005 року Даєр привернув до себе увагу ЗМІ бійкою на футбольному полі зі своїм одноклубником Лі Боєром у матчі проти «Астон Вілли». В результаті, обидва отримали червоні картки і триматчеву дискваліфікацію. Футбольна асоціація Англії оштрафувала Боєра на 30 000 фунтів, а також внесла додаткову триматчеву дискваліфікацію. Клуб також наклав штраф у розмірі шеститижневого окладу. Даєр не був оштрафований, оскільки ініціатором був визнаний Боєр. Хлопці потім помирилися на одному з тренувань, а цей інцидент навіть потрапив в список найбільш шокуючих подій в історії англійського футболу.
У серпні 2007 року гравець підписав чотирирічний контракт з клубом «Вест Гем Юнайтед», де виступав до кінця сезону 2010/11, поки команда не зайняла 20 місце в Прем'єр-лізі і вилетіла в Чемпіоншіп. Крім того недовго навесні 2011 року грав на правах оренди за рідний «Іпсвіч Таун».
У липні 2011 року перейшов в «Квінз Парк Рейнджерс». 5 січня 2013 року Кірон забив свій єдиний м'яч за КПР в матчі Кубка Англії проти «Вест Бромвіча». 8 січня «Куїнз Парк Рейнджерс» оголосив про розставання з футболістом.
31 січня Кірон підписав короткостроковий контракт до кінця сезону з «Мідлсбро». Ініціатором переходу був головний тренер «Боро» Тоні Моубрей, разом з яким Даєр на початку своєї кар'єри грав у «Іпсвічі». 2 березня 2013 року Кірон забив перший м'яч у складі «річковиків» у матчі проти «Кардіфф Сіті». 20 квітня у грі з «Болтон Вондерерз» Даєр провів свій другий і останній м'яч за «Мідлсбро».
31 липня 2013 року оголосив про завершення футбольної кар'єри, мотивувавши це бажанням більше часу проводити з сім'єю.

## Виступи за збірні
Протягом 1997–1999 років залучався до складу молодіжної збірної Англії. На молодіжному рівні зіграв у 11 офіційних матчах, забив 1 гол.
4 вересня 1999 року дебютував в офіційних матчах у складі національної збірної Англії в грі проти збірної Люксембургу (6:0). 
У складі збірної був учасником чемпіонату світу 2002 року в Японії і Південній Кореї та чемпіонату Європи 2004 року у Португалії.
Протягом кар'єри у національній команді, яка тривала 9 років, провів у формі головної команди країни 33 матчі.

## Статистика виступів

### Статистика клубних виступів
| Сезон                            | Команда                          | Чемпіонат                        | Чемпіонат | Чемпіонат | Національний кубок | Національний кубок | Національний кубок | Континентальні кубки | Континентальні кубки | Континентальні кубки | Інші змагання | Інші змагання | Інші змагання | Усього | Усього |
| Сезон                            | Команда                          | Ліга                             | Ігор      | Голів     | Ліга               | Ігор               | Голів              | Ліга                 | Ігор                 | Голів                | Ліга          | Ігор          | Голів         | Ігор   | Голів  |
| -------------------------------- | -------------------------------- | -------------------------------- | --------- | --------- | ------------------ | ------------------ | ------------------ | -------------------- | -------------------- | -------------------- | ------------- | ------------- | ------------- | ------ | ------ |
| 1996-97                          | «Іпсвіч Таун»                    | ПЛ                               | 13+2      | 0+0       | КА+КЛ              | 1+0                | 0+0                | —                    | —                    | —                    | —             | —             | —             | 16     | 0      |
| 1997-98                          | «Іпсвіч Таун»                    | ПЛ                               | 41+1      | 4+0       | КА+КЛ              | 2+7                | 0+1                | —                    | —                    | —                    | —             | —             | —             | 51     | 5      |
| 1998-99                          | «Іпсвіч Таун»                    | ПЛ                               | 37+2      | 5+2       | КА+КЛ              | 2+4                | 0+0                | —                    | —                    | —                    | —             | —             | —             | 45     | 7      |
| 1999-00                          | «Ньюкасл Юнайтед»                | ПЛ                               | 30        | 3         | КА+КЛ              | 6+0                | 1+0                | КУЄФА                | 3                    | 0                    | —             | —             | —             | 39     | 4      |
| 2000-01                          | «Ньюкасл Юнайтед»                | ПЛ                               | 26        | 5         | КА+КЛ              | 1+4                | 0+1                | —                    | —                    | —                    | —             | —             | —             | 31     | 6      |
| 2001-02                          | «Ньюкасл Юнайтед»                | ПЛ                               | 18        | 3         | КА+КЛ              | 2+1                | 0+0                | —                    | —                    | —                    | —             | —             | —             | 21     | 3      |
| 2002-03                          | «Ньюкасл Юнайтед»                | ПЛ                               | 35        | 2         | КА+КЛ              | 0+1                | 0+2                | ЛЧ+КУЄФА             | 10+2                 | 2+0                  | —             | —             | —             | 48     | 6      |
| 2003-04                          | «Ньюкасл Юнайтед»                | ПЛ                               | 25        | 1         | КА+КЛ              | 2+0                | 2+0                | ЛЧ+КУЄФА             | 2+5                  | 0+0                  | —             | —             | —             | 34     | 3      |
| 2004-05                          | «Ньюкасл Юнайтед»                | ПЛ                               | 23        | 4         | КА+КЛ              | 2+5                | 0+2                | КУЄФА                | 7                    | 2                    | —             | —             | —             | 37     | 8      |
| 2005-06                          | «Ньюкасл Юнайтед»                | ПЛ                               | 11        | 0         | КА+КЛ              | 2+0                | 1+0                | —                    | —                    | —                    | —             | —             | —             | 13     | 1      |
| 2006-07                          | «Ньюкасл Юнайтед»                | ПЛ                               | 22        | 5         | КА+КЛ              | 2+2                | 1+0                | КУЄФА                | 4                    | 1                    | —             | —             | —             | 30     | 7      |
| Усього за «Ньюкасл Юнайтед»      | Усього за «Ньюкасл Юнайтед»      | Усього за «Ньюкасл Юнайтед»      | 190       | 23        |                    | 30                 | 10                 |                      | 33                   | 5                    |               |               |               | 253    | 38     |
| 2007-08                          | «Вест Гем Юнайтед»               | ПЛ                               | 2         | 0         | КА+КЛ              | 0+1                | 0+0                | —                    | —                    | —                    | —             | —             | —             | 3      | 0      |
| 2008-09                          | «Вест Гем Юнайтед»               | ПЛ                               | 7         | 0         | КА+КЛ              | 1+0                | 0+0                | —                    | —                    | —                    | —             | —             | —             | 8      | 0      |
| 2009-10                          | «Вест Гем Юнайтед»               | ПЛ                               | 10        | 0         | КА+КЛ              | 0+1                | 0+0                | —                    | —                    | —                    | —             | —             | —             | 11     | 0      |
| 2010-11                          | «Вест Гем Юнайтед»               | ПЛ                               | 11        | 0         | КА+КЛ              | 0+2                | 0+0                | —                    | —                    | —                    | —             | —             | —             | 13     | 0      |
| Усього за «Вест Гем Юнайтед»     | Усього за «Вест Гем Юнайтед»     | Усього за «Вест Гем Юнайтед»     | 30        | 0         |                    | 5                  | 0                  |                      |                      |                      |               |               |               | 35     | 0      |
| 2010-11                          | «Іпсвіч Таун»                    | Ч (ІІ)                           | 4         | 0         | КА+КЛ              | 0+0                | 0+0                | —                    | —                    | —                    | —             | —             | —             | 4      | 0      |
| Усього за «Іпсвіч Таун»          | Усього за «Іпсвіч Таун»          | Усього за «Іпсвіч Таун»          | 95+5      | 9+2       |                    | 16                 | 1                  |                      |                      |                      |               |               |               | 116    | 12     |
| 2011-12                          | «Квінз Парк Рейнджерс»           | ПЛ                               | 1         | 0         | КА+КЛ              | 0+0                | 0+0                | —                    | —                    | —                    | —             | —             | —             | 1      | 0      |
| 2012-13                          | «Квінз Парк Рейнджерс»           | ПЛ                               | 4         | 0         | КА+КЛ              | 1+2                | 1+0                | —                    | —                    | —                    | —             | —             | —             | 7      | 1      |
| Усього за «Квінз Парк Рейнджерс» | Усього за «Квінз Парк Рейнджерс» | Усього за «Квінз Парк Рейнджерс» | 5         | 0         |                    | 3                  | 1                  |                      |                      |                      |               |               |               | 8      | 1      |
| 2012-13                          | «Мідлсбро»                       | Ч (ІІ)                           | 9         | 2         | КА+КЛ              | 0+0                | 0+0                | —                    | —                    | —                    | —             | —             | —             | 9      | 2      |
| Усього за кар'єру                | Усього за кар'єру                | Усього за кар'єру                | 329+5     | 34+2      |                    | 54                 | 12                 |                      | 33                   | 5                    |               |               |               | 421    | 53     |

### Статистика виступів за збірну
| Збірна Англії | Збірна Англії | Збірна Англії |
| Роки          | Ігри          | Голи          |
| ------------- | ------------- | ------------- |
| 1999          | 3             | 0             |
| 2000          | 5             | 0             |
| 2001          | 0             | 0             |
| 2002          | 5             | 0             |
| 2003          | 6             | 0             |
| 2004          | 6             | 0             |
| 2005          | 3             | 0             |
| 2006          | 0             | 0             |
| 2007          | 5             | 0             |
| Всього        | 33            | 0             |